# Lloyd im All
Lloyd im All (engl.: Lloyd in Space) ist eine US-amerikanische Zeichentrickserie der Walt Disney Company aus dem Jahr 2001. Die Serie hat 39 Folgen und wurde von Joe Ansolabhere und Paul Germain erdacht.

## Inhalt
Der 13-jährige Lloyd Nebulon, ein Außerirdischer mit grüner Hautfarbe, merkwürdig geformten Ohren und einer einzelnen Antenne am Kopf, lebt in der Raumstation Intrepidville. Seine Freunde Eddie, Kurt und Douglas stehen ihm immer zur Seite, um dem Alltag zu entkommen. Eddie, ein Mensch, jedoch bringt Lloyd oft in schwierige Situationen. Der starke Kurt und der schlaue Douglas helfen ihm jedoch wieder heraus. Da die meiste Zeit nur Langeweile herrscht, machen die Freunde Blödsinn und beschwören den Ärger von Lloyds Mutter herauf, die Kommandantin der zivilen Station ist. Lloyds Schwester Francine besitzt psychokinetische Kräfte und verpetzt Lloyd häufig.

## Veröffentlichungen
Vom 3. Februar 2001 bis zum 27. Februar 2004 wurde die Serie erstmals in den USA vom Sender ABC ausgestrahlt. Die deutsche Erstausstrahlung fand am 1. Januar 2002 im Disney Channel statt. Später erfolgte eine Ausstrahlung durch Toon Disney.

## Synchronisation
| Rolle            | Englischer Synchronsprecher | Deutscher Synchronsprecher |
| ---------------- | --------------------------- | -------------------------- |
| Lloyd P. Nebulon | Courtland Mead              | Ricardo Richter            |
| Edward J. Horton | Justin Shenkarow            |                            |
| Kurt Blobberts   | Bill Fagerbakke             |                            |
| Douglas McNoggin | Pamela Hayden               | Hannes Maurer              |